# Ã
Cette page contient des caractères spéciaux ou non latins. S’ils s’affichent mal (▯, ?, etc.), consultez la page d’aide Unicode.
Ã, ou A tilde, est un graphème utilisé dans les alphabets aroumain, kachoube, kaliko, koro wachi, nauruan, portugais et vietnamien. Il s'agit de la lettre A diacritée d'un tilde.

## Utilisation
En français, ‹ ã › est uniquement utilisé dans certains mots d’emprunt et n’est pas traditionnellement considéré comme faisant partie de l’alphabet.
- En portugais, « ã » représente une voyelle centrale arrondie nasale, généralement transcrite dans l'alphabet phonétique international par /ɐ̃/ (sa hauteur exacte varie de basse à moyenne suivant le dialecte). La combinaison ãe représente la diphtongue [ɐ̃ĩ̯] et la combinaison ão, la diphtongue [ɐ̃ũ̯].

- En nauruan, « ã » représente le voyelle mi-ouverte antérieure non arrondie ([ɛ]).

- En vietnamien, « ã » représente le ton haut montant glottalisé de « a » ([aː]).

- Dans plusieurs langues africaines, le « ã » représente une voyelle nasale, le plus souvent variante nasale de la voyelle représentée par la lettre a, comme dans certaines langues du Bénin.

- Dans l'alphabet phonétique international, [ã] est une voyelle ouverte antérieure non arrondie nasalisée, présente notamment en français québécois ou canadien, à ne pas confondre avec la voyelle ouverte postérieure non arrondie nasalisée de « an », « enfant », « pendant » en français européen.

## Représentations informatiques
Le A tilde peut être représenté avec les caractères Unicode suivants
- précomposé (supplément Latin-1)[1] :

| forme     | représentation | chaîne de caractères | point de code | description                     |
| --------- | -------------- | -------------------- | ------------- | ------------------------------- |
| capitale  | Ã              | Ã                    | U+00C3        | lettre majuscule latine a tilde |
| minuscule | ã              | ã                    | U+00E3        | lettre minuscule latine a tilde |

- décomposé (latin de base, diacritiques) :

| forme     | représentation | chaîne de caractères | point de code | description                                 |
| --------- | -------------- | -------------------- | ------------- | ------------------------------------------- |
| capitale  | Ã              | A◌̃                   | U+0041 U+0303 | lettre majuscule latine a diacritique tilde |
| minuscule | ã              | a◌̃                   | U+0061 U+0303 | lettre minuscule latine a diacritique tilde |

Il peut aussi être représenté dans des anciens codages :
- ISO/CEI 8859-1, 4, 9, 10, 14 et 15 :
  - capitale Ã : C3
  - minuscule ã : E3

Les entités HTML notant le A tilde sont :
- Capitale Ã : &Atilde;
- Minuscule ã : &atilde;

Les claviers standard Windows français ne possèdent pas de touches spécifiques pour taper les lettres "ã" et "Ã". Mais il existe une façon de faire apparaître ces caractères sous Windows :
- Taper le ~ en maintenant la touche AltGr enfoncée, et en appuyant sur la touche é/2, puis taper a ou A (pour obtenir respectivement ã et Ã) (cette méthode nécessite un clavier AZERTY français).
- Taper le ~ en maintenant la touche AltGr enfoncée, et en appuyant sur la touche =/+, puis taper a ou A (pour obtenir respectivement ã et Ã) (cette méthode nécessite un clavier AZERTY belge).
- Taper le ~ au moyen de la touche groupe 2 et de la touche Ç, puis taper a ou A (pour obtenir respectivement ã et Ã) (cette méthode nécessite un clavier QWERTY canadien multilingue standard).
- À défaut, maintenir la touche Alt enfoncée et taper respectivement les nombres 0227 et 0195. (Cette méthode fonctionne quelle que soit la disposition de clavier, mais nécessite quand même le système d'exploitation Windows)